# Goliathejre
Goliathejre (Ardea goliath) er en fugleart, der lever i det subsahariske Afrika.